# 矢吹杏
矢吹 杏（1990年3月1日 - ）は、日本のAV女優。ティーパワーズ所属。
趣味はDVD鑑賞。

## 略歴
東京都出身。2010年10月に『New Comer　奇跡のスリムボインGカップ美乳』でAVデビューした。

## 出演作品
2010年
- New Comer　奇跡のスリムボインGカップ美乳（10月8日、マックス・エー）
- 矢吹杏の本気SEX 6本番（11月12日、マックス・エー）
- 実は押しに弱い女教師（12月10日、マックス・エー）

2011年
- 淫乱Gカップ 矢吹杏 没頭Fuck（1月14日、マックス・エー）
- 本汁ザーメン大量ぶっかけ解禁。（2月25日、マックス・エー）
- 続・エロ一発妻 08（4月8日、プレステージ）
- 職女。 File 20（4月20日、プレステージ）
- 解禁!!生中出し! Gカップ淫乱グラマラス（9月1日、ワンズファクトリー）
- 即尺精飲好きのトイレ痴女（9月13日、マルクス兄弟）
- 奴隷捜査官2（10月7日、アタッカーズ）共演:椎名ゆな、小滝みい菜
- ズッポリ!ディルドオナニー!（10月13日、マルクス兄弟）共演:北川瞳、美神あおい、七咲楓花、北条麻妃、哀川りん、高沢沙耶、悠月舞、黒木麻衣、青木りん
- 私があなたを守るから。悲しみのSP奴隷（11月7日、アタッカーズ）共演:藤北彩香
- 奴隷色のステージ19（12月7日、アタッカーズ）共演:希咲あや、柚奈りり

2012年
- 尻姦 初アナルファック（2月25日、ダスッ!）
- 不倫溺愛録 Venus.010（3月23日、ワンダフル）
- 凌辱ホスピタル FILE.03（4月20日、MAD）共演:白鳥美玲、里崎あかね